# Saltos ornamentais no Campeonato Europeu de Esportes Aquáticos de 2018 - Trampolim 3 m individual feminino
A prova do trampolim 3 m individual feminino dos saltos ornamentais no Campeonato Europeu de Esportes Aquáticos de 2018 ocorreu no dia 11 de agosto no Royal Commonwealth Pool, em Edimburgo no Reino Unido. 

## Calendário
| Fase       | Data         | Hora  |
| ---------- | ------------ | ----- |
| Preliminar | 11 de agosto | 09:30 |
| Final      | 11 de agosto | 17:00 |

Todos os horários estão no horário local (UTC+0)

## Medalhistas
| Ouro             | Prata              | Bronze            |
| Grace Reid (GBR) | Alicia Blagg (GBR) | Tina Punzel (GER) |

## Resultados
Esses foram os resultados da competição.
| Pos.              | Saltadora          | Nacionalidade | Preliminar | Preliminar | Final         | Final         |
| Pos.              | Saltadora          | Nacionalidade | Pontos     | Pos.       | Pontos        | Pos.          |
| ----------------- | ------------------ | ------------- | ---------- | ---------- | ------------- | ------------- |
| Medalha de ouro   | Grace Reid         | Reino Unido   | 315.70     | 2          | 329.40        | 1             |
| Medalha de prata  | Alicia Blagg       | Reino Unido   | 294.45     | 4          | 327.70        | 2             |
| Medalha de bronze | Tina Punzel        | Alemanha      | 290.05     | 6          | 324.65        | 3             |
| 4                 | Viktoriya Kesar    | Ucrânia       | 297.45     | 3          | 282.60        | 4             |
| 5                 | Michelle Heimberg  | Suíça         | 269.30     | 9          | 274.20        | 5             |
| 5                 | Nadezhda Bazhina   | Rússia        | 293.40     | 5          | 274.20        | 5             |
| 7                 | Chiara Pellacani   | Itália        | 278.50     | 7          | 274.00        | 7             |
| 8                 | Kaja Skrzek        | Polónia       | 239.45     | 12         | 261.35        | 8             |
| 9                 | Hanna Pysmenska    | Ucrânia       | 277.65     | 8          | 259.30        | 9             |
| 10                | Alena Khamulkina   | Bielorrússia  | 256.10     | 10         | 258.00        | 10            |
| 11                | Mariia Poliakova   | Rússia        | 318.65     | 1          | 256.45        | 11            |
| 12                | Elena Bertocchi    | Itália        | 253.90     | 11         | 255.55        | 12            |
| 13                | Daniella Nero      | Suécia        | 234.50     | 13         | Não avançaram | Não avançaram |
| 14                | Lena Hentschel     | Alemanha      | 233.55     | 14         | Não avançaram | Não avançaram |
| 15                | Inge Jansen        | Países Baixos | 231.20     | 15         | Não avançaram | Não avançaram |
| 16                | Lauren Hallaselkä  | Finlândia     | 227.00     | 16         | Não avançaram | Não avançaram |
| 17                | Selina Staudenherz | Áustria       | 213.25     | 17         | Não avançaram | Não avançaram |
| 18                | Jessica Favre      | Suíça         | 206.95     | 18         | Não avançaram | Não avançaram |
| 19                | Genevieve Green    | Lituânia      | 198.70     | 19         | Não avançaram | Não avançaram |
| 20                | Indrė Girdauskaitė | Lituânia      | 191.80     | 20         | Não avançaram | Não avançaram |
| 21                | Helle Tuxen        | Noruega       | 170.65     | 21         | Não avançaram | Não avançaram |